# Línia evolutiva de Charmander
Aquesta línia evolutiva de Pokémon inclou Charmander, Charmeleon i Charizard.

## Charmander
Charmander és una de les espècies que apareixen a la franquícia Pokémon. Charmander, un Pokémon de tipus foc, és un dels Pokémon inicials que el jugador pot aconseguir a Pokémon Vermell i Blau, els primers jocs de Pokémon.

### Etimologia
El nom Charmander és una mescla dels mots anglesos char ('carbonitzar') i salamander ('salamandra').

### Morfologia
Charmander, com les seves formes evolucionades, Charmeleon i Charizard, té una flama a la punta de la cua; es diu que la flama indica la seva força vital, cremant amb més o menys intensitat segons les seves forces. Si la flama s'apagués, Charmander moriria. Tanmateix, costa extingir-la, i normalment no passen molts problemes sota la pluja; les gotes d'aigua no li farien més que un simple dolor.
Els petits Charmander solen cremar-se amb la flama de les seves cues quan són inexperts i encara no han après a controlar-la. A més, prefereixen llocs càlids per a viure-hi.

### En els videojocs
A Pokémon Vermell i Blau, Charmander és un dels Pokémon inicials que el jugador pot escollir com a primer Pokémon. Això passa també en els seus remakes Pokémon VerdFulla i VermellFoc. Es pot aconseguir un Charmander a mitjans del joc Pokémon Groc i està disponible com a premi a Pokémon Stadium.
Com que és un Pokémon de tipus foc, Charmander és el Pokémon inicial més dur d'entrenar, ja que es troba en desavantatge respecte als dos primers Líders de Gimnàs, Brock i Misty, que usen Pokémon de tipus Roca i Aigua, respectivament. A Pokémon VermellFoc i VerdFulla, nogensmenys, Charmander pot aprendre de manera natural l'atac Urpa Metàl·lica, un atac de tipus Acer súper eficaç contra els Pokémon de tipus Roca de Brock. A més, el fet que Charmander acaba convertint-se, després d'evolucionar dos cops, en Charizard, un dels Pokémon més potents dels primers jocs, compensa de llarg el problema inicial.
Charmander apareix també al joc de N64 Pokémon Snap.

### A l'anime
A Pokémon, Ash Ketchum i els seus amics troben un Charmander abandonat sobre una roca, que espera inútilment el retorn del seu entrenador. A la nit, el salven de morir sota una forta tempesta, i el porten al Centre Pokémon perquè es recuperi. L'endemà, però, Charmander fuig de nou, i torna a la roca. Finalment, veu que el seu entrenador no el vol, i l'abandona per anar amb Ash. Més endavant, aquest Charmander evoluciona primer en Charmeleon i després en Charizard.
Richie també té un Charmander anomenat Zippo, que utilitza contra Ash a l'Indigo Plateau. També aquest acaba evolucionant en Charmeleon.

## Charmeleon
Charmeleon és una de les espècies que apareixen a la franquícia Pokémon. Com tots els membres de la seva línia evolutiva, es caracteritza per la flama que crema a la punta de la seva cua.

### Etimologia
El nom Charmeleon és una mescla dels mots anglesos char ('carbonitzar') i chameleon ('camaleó').

### Morfologia
Charmeleon és un rèptil bípede de color vermell fosc amb una banya a la part posterior del seu cap. En contrast amb la seva forma preevolucionada, Charmander, aquest Pokémon té un molt mal humor i se sap que escup flames blaves i pols ardent quan s'enfurisma.
És excessivament salvatge per naturalesa i estripa sense pietat els seus rivals amb les seves llargues urpes. S'aconsella una precaució extrema quan s'és a prop d'aquest Pokémon.

### En els videojocs
L'única manera d'aconseguir un Charmeleon passa per evolucionar un Charmander. Per tant, la disponibilitat d'un Charmander dictamina la disponibilitat d'un Charmeleon. A Pokémon Vermell i Blau, Charmander és un dels Pokémon inicials, i també ho és a Pokémon VermellFoc i VerdFulla. A Pokémon Groc, Charmander no es pot aconseguir d'inici, però el jugador el rep durant el joc. Aquest Charmander pot evolucionar en Charmeleon.
Charmeleon també apareix en els videojocs Pokémon Snap, on se'l pot fotografiar a la zona volcànica; i Pokémon Mystery Dungeon.

### A l'anime
Quan el Charmander d'Ash Ketchum evoluciona en Charmeleon, la seva personalitat canvia completament. Esdevé un Pokémon molt desobedient i només combat quan en té ganes. La primera vegada que va mostrar que era un rebel va ser quan Ash el felicità per la seva evolució. Aleshores, va bufar foc contra Ash. 3 episodis més endavant, evoluciona a Charizard.
Quan Ash es troba amb Richie a les Whirl Islands, el seu Charmander, Zippo, era ja un Charmeleon, en aquest cas obedient. A més, el Professor Oak també tenia un Charmeleon quan era jove, com es veu a Pokémon 4Ever, que també era més obedient que el que tingué Ash.
En una illa entre Lilycove City i Mossdeep City, hi ha un estudiant a l'escola de l'illa que posseeix un Charmeleon, un Ivysaur i un Wartortle.

## Charizard
Charizard és una de les espècies que apareixen a la franquícia Pokémon. Destaca per ser un dels Pokémon més poderosos d'Ash Ketchum i per ser una de les millors cartes del joc Pokémon TCG. En un article d'El Periódico de Catalunya, el periodista Miguel Alcántara cità Dragonite entre els Pokémon que popularitzaren els videojocs de combat entre els amants dels dracs.

### Etimologia
El nom Charizard és una mescla dels mots anglesos char ('carbonitzar') i lizard ('llangardaix').

### Morfologia
A diferència de les seves preevolucions, Charmander i Charmeleon, Charizard té unes ales potents que li donen la capacitat de volar, reforçant l'alè flamíger que rep dels seus predecessors. L'alè de Charizard és encara més calent que el de Charmeleon, tanmateix; a la màxima intensitat (que fa que la seva cua es posi roent), les seves flamarades poden fondre roca sòlida o icebergs de 10.000 tones.
Els Charizard salvatges tendeixen a concentrar-se en buscar oponents dignes, confiant en llurs urpes i llur força per caçar o per fer fugir oponents febles, utilitzant la seva flama només contra rivals que veuen com a iguals. Tanmateix, els Charizard tenen flames tan potents que se sap que un ús inconscient o accidental del seu foc ha causat incendis forestals i altres desastres.

### En els videojocs
Charizard, essent un dels Pokémon de primera generació, ha tingut períodes de molt i de poc ús en combats entre jugadors, que normalment s'aprofiten del seu alt nivell d'atac físic i el gran ventall d'atacs que pot aprendre a part dels atacs de foc. Va gaudir del seu moment de màxima popularitat entre el llançament de Pokémon VermellFoc i VerdFulla i Pokémon Emerald.
Una configuració especial de Charizard, coneguda com a "Bellyzard", utilitza el moviment "Tambor" per incrementar per molt el seu atac alhora que redueix els seus punts de salut en un 50%. La caiguda de la salut per sota del 50% activa la baia Aslac que porta unida el Charizard, cosa que augmenta la seva velocitat. Amb una alta velocitat i un gran atac, el Charizard derrota cada Pokémon rival un per un sense donar temps a l'enemic de contraatacar. La tàctica "Bellyzard" passà de moda després del llançament de Pokémon Rubí i Pokémon Safir, perquè en aquestes edicions, perquè s'activi la baia Aslac cal que la salut baixi del 25%, fent la combinació molt més difícil de dur a terme, i molt més delicada quan funciona. Una tècnica menys eficaç, però tanmateix potent, seria utilitzar "Tambor" i després "Descans" (après amb una màquina tècnica).
La combinació de tipus Foc/Volador de Charizard el protegeix d'atacs de Terra, una de les debilitats més conegudes del Foc, i augmenta de pas algunes de les resistències del Foc. Tots els Pokémon voladors, inclòs Charizard, són immunes als atacs de Terra tals com "Terratrèmol". El tipus volador també fa que Charizard resisteixi el doble els atacs de tipus Bestiola i Planta, i a més el fa resistent als atacs de Lluita. El doble tipus, tanmateix, també té inconvenients; a causa del tipus Volador, els atacs de Roca infligeixen un dany quatre vegades superior a Charizard, i és feble davant els atacs elèctrics.
Charizard només pot ser obtingut evolucionant un Charmeleon, que només es pot aconseguir evolucionant un Charmander. Per tant, la disponibilitat de Charizard ve donada per la de Charmander.

### A l'anime
Diversos Charizard han aparegut a Pokémon, el més notable dels quals és el que estigué a l'equip d'Ash Ketchum durant gran part de la sèrie, que havia evolucionat d'un Charmander.
Malgrat que el gènere del Charizard d'Ash era ambigu quan era un Charmander i el seu temps com Charmeleon, se suggeria, i més endavant es feu explícit, que aquest Charizard és mascle.
Mentre era un Charmander que havia estat abandonat per un altre entrenador, va ser molt lleial a Ash. Nogensmenys, l'actitud de Charmander amb Ash canvià a pitjor una vegada evolucionà en Charmeleon. Charmeleon refusava obeir Ash, quelcom que alguns Pokémon que es tornen "més forts" i més experimentats que els seus entrenadors poden fer, ja que perden el respecte pel seu entrenador. Charmeleon evolucionà en un episodi en què Ash i el Team Rocket descobreixen un grup de Pokémon considerats extints, i Ash envià en Charmeleon per defensar-se d'un Aerodactyl que se'l volia menjar. Finalment, Ash va ser salvat pel Charizard evolucionat, però no quedà clar si Charmeleon havia evolucionat per rescatar Ash o només per combatre Aerodactyl, que l'havia ferit anteriorment.
Originalment, Charizard, com Charmeleon, no obeïa Ash, però sovint la prepotència de Charizard acabava ajudant Ash en la tasca que duia a terme. L'exemple més notable d'aquest comportament va ser quan als vuitens de final del Torneig de l'Indigo Plateau, en què Ash combatia amb el seu nou amic Richie. A Ash només li quedava un Pokémon contra dos de Richie i, desesperat per anivellar el resultat, Ash va enviar Charizard. Malgrat que Charizard va escombrar el Charmander de Richie (el qual considerà un rival digne perquè era de la seva mateixa línia evolutiva), va refusar combatre amb el seu Pikachu cosa que comportà la seva desqualificació (veia el Pikachu com un Pokémon feble i indigne de lluitar amb ell).
Malgrat que Charizard mostra alguns indicis de lleialtat, continuà essent desobedient fins a un episodi en què Ash combat contra un entrenador amb un Poliwrath, que glaçà Charizard. Després de l'immens esforç per salvar Charizard d'una mort segura, Charizard començà a obeir Ash. Des d'aquell moment, Ash es convertí en un guerrer tenaç i coratjós dins l'equip d'Ash, lluitant fins al final malgrat els cops rebuts. Tanmateix, Charizard és massa prepotent - una vegada el va derrotar un astut Chikorita que aconseguí fer-lo entrebancar des de sota.
Charizard romandria a l'equip fins que Ash i companyia arribaren a la Charifiric valley, una vall que era la llar de molts altres Charizard. Charizard s'hi queda perquè la vall és un terreny d'entrenament perfecte. Com molts dels altres Pokémon d'Ash, Charizard ha tornat per combatre al seu costat, típicament quan Ash s'enfronta a un Pokémon particularment fort, tal com el Dragonair de Claire, un Entei, el Blastoise de Gary Oak o l'Articuno de Noland. De tots els membres anteriors de l'equip d'Ash, Charizard és el que més ha aparegut després de deixar l'equip.
Ara Charizard viu a la Charifiric Valley, on continua entrenant-se.

### Aspectes culturals
Chilicola charizard, una espècie d'himenòpter de Xile, fou anomenada en honor de Charizard.

## Formes Varicolor
Els Pokémon varicolor són mutacions de Pokémon que presenten un color especial i únic. En si és una alteració genètica extremadament rara.